# البيرة (عكار)
تقع بلدة البيرة على سفح جبل في منطقة الدريب الأوسط في قضاء عكار، شمال لبنان.

## جغرافياً
تبعد عن مدينة طرابلس مسافة 40 كلم و 132 كلم عن العاصمة بيروت، ارتفاعها 550 م عن سطح البحر، وتنتشر فيها بساتين اللوز والتين والزيتون والرمان والجوز والعنب واحراج الصنوبر على أنواعه والسنديان والعفص ونباتات الزعتر والزوبع والهليون وغيرها مما يستخدم في المستحضرات الطبية والوصفات المحلية.
تتميز بوفرة المياه وكثرة الينابيع والآبار السطحية والجوفية،
توجد فيها آثار عثمانية ومسجد قديم بني في سنة 1300 للهجرة بالحجارة السوداء المنتشرة في تلك المنطقة.

## المناخ

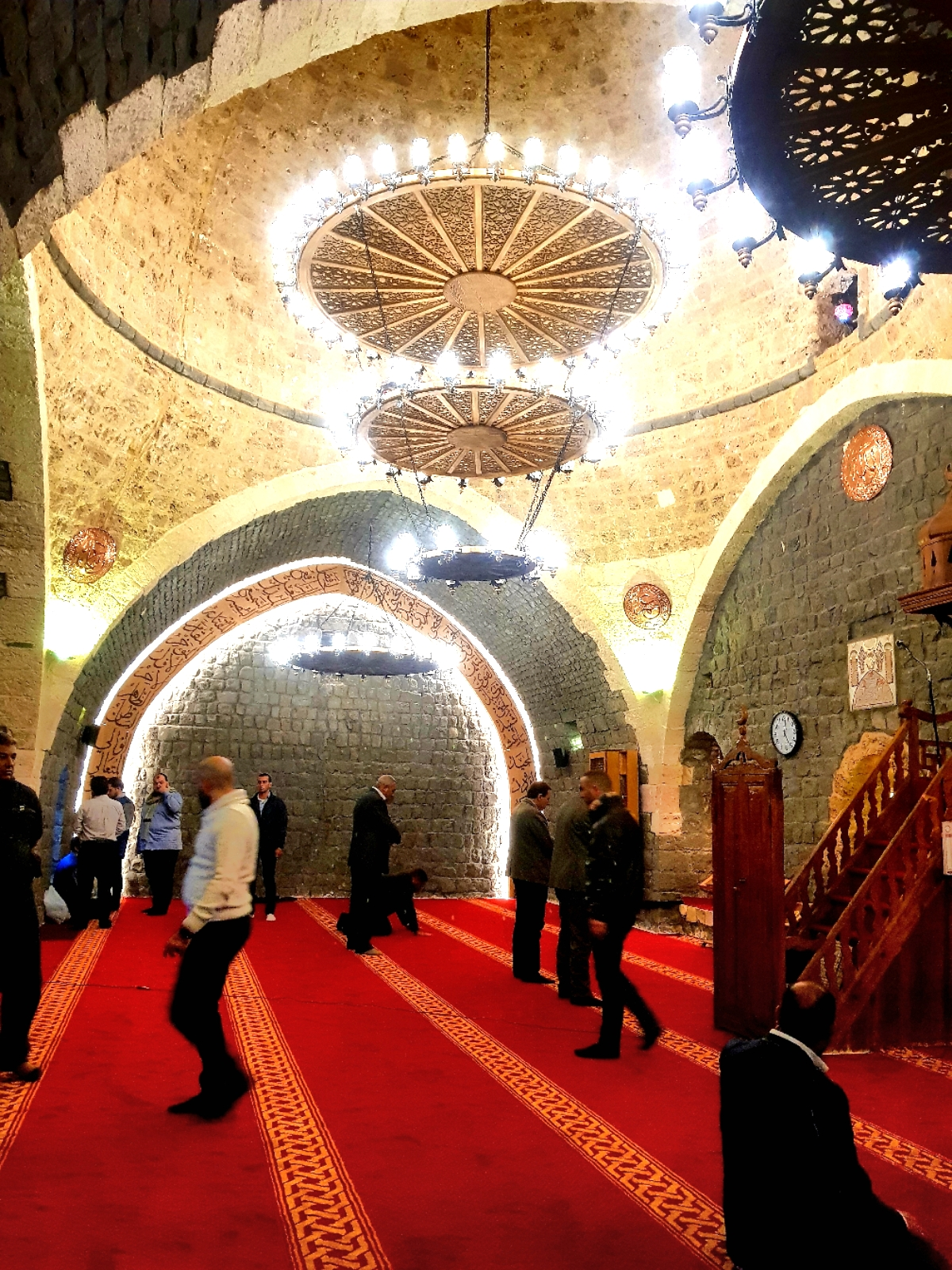
مسجد البيرة الأثري - القسم الداخلي

تتميز البيرة أيضا بمناخ معتدل عموما، فهي متوسطة البرودة شتاء ولطيفة الجو صيفا.